# Mączniak prawdziwy śliwy
Mączniak prawdziwy śliwy (ang. powdery mildew of plum) – grzybowa choroba śliwy wywołana przez Podosphaera tridactyla.

## Objawy
W Polsce na śliwach porażonych mączniakiem prawdziwym wyizolowano grzyba Podosphaera tridactyla, w badaniach zagranicznych stwierdzono obecność dwóch gatunków: na liściach Podosphaera tridactyla, na owocach Podosphaera pannosa. Na odmianach ‘Red Beaut’ i ‘Black Beaut’ wiosną zidentyfikowano jeszcze inny gatunek z rodzaju Podosphaera atakujący zarówno liście, jak owoce.
Objawem mączniaka prawdziwego śliwy są pojawiające się wiosną na owocach białe, proszkowate naloty grzybni, mniej więcej okrągłego kształtu. Później w miarę rozwoju grzybni grubną, rozrastają się i łączą. Późnym latem i jesienią podobne naloty pojawiają się na liściach. Czasami wiosną naloty mogą pojawić się zarówno na owocach, jak i na liściach.

## Epidemiologia
Jest to choroba z grupy mączniaków prawdziwych. Podosphaera tridactyla zimuje w kleistotecjach na powierzchni pędów, na korze i na martwych, opadłych liściach. Wytwarzane w nich zarodniki konidialne podczas wiosennych deszczów infekują rozwijające się liście śliwy. Wzrostowi patogenu sprzyjają chłodne, wilgotne noce i ciepłe dni. Grzybnia Podosphaera pannosa zimuje różach i w zainfekowanych pąkach brzoskwini, a rośliny te mogą służyć jako źródło inokulum dla śliw. Nie wiadomo, czy patogen ten zimuje na śliwach, ale ostatnio odkryto jego kleistotecja na brzoskwiniach, co sugeruje, że patogen ten może wytwarzać klejstotecja i zimować również na śliwach.

## Ochrona
Mączniaki prawdziwe są trudne do zwalczania. Gdy choroba pojawi się na owocach, jest już za późno na jej chemiczne zwalczanie. Rutynowy monitoring pomaga określić potrzebę podjęcia ewentualnych działań w następnym roku. Do opryskiwania stosuje się fungicydy siarkowe i inne zarejestrowane do zwalczania mączniaków prawdziwych co 10–14 dni. Jeśli w pobliżu sadu znajdują się róże zarażone mączniakiem, krzewy te są potencjalnym źródłem inokulum i może być korzystne zwalczanie choroby na różach lub ich usunięcie